# (221698) Juliusolsen
(221698) Juliusolsen est un astéroïde de la ceinture principale.

## Description
(221698) Juliusolsen est un astéroïde de la ceinture principale. Il fut découvert le 21 février 2007 à Charleston par Robert Holmes. Il présente une orbite caractérisée par un demi-grand axe de 2,79 UA, une excentricité de 0,01 et une inclinaison de 4,1° par rapport à l'écliptique.